# Thurston Dart

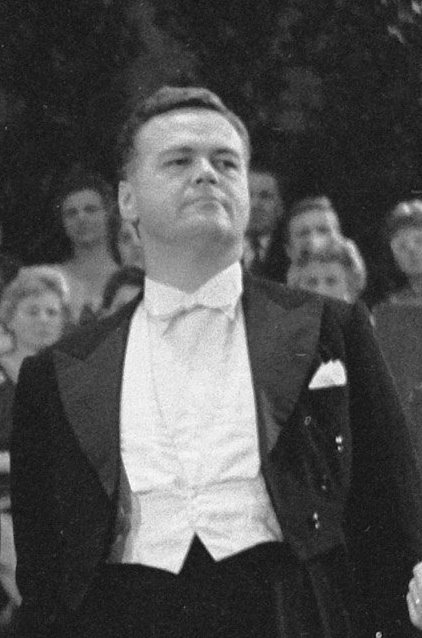
Thurston Dart (1961)

Robert Thurston Dart (* 3. September 1921 in London; † 6. März 1971 ebenda) war ein englischer Cembalist, Dirigent und Musikpädagoge, der als Interpret Alter Musik bekannt wurde.

## Leben
Dart besuchte die Hampton Grammar School und war Chorist der Chapel Royal in Hampton Court. 1938–39 studierte er Tasteninstrumente am Royal College of Music in London. Während des Zweiten Weltkrieges war er Offizier der Royal Air Force. Danach setzte er sein Studium bei Charles Van den Borren in Brüssel fort. Von 1947 bis 1964 war er zunächst Dozent, später Professor für Musik an der University of Cambridge. Danach nahm er eine King-Edward-Professur für Musik am King’s College der University of London an. Seine bekanntesten Schüler waren der Komponist Michael Nyman und die Dirigenten Christopher Hogwood und Sir John Eliot Gardiner.
Seit den späten 1940er Jahren trat Dart als Cembalist und Organist auf und spielte auch historische Instrumente der Barockzeit. 1950 spielte er die ersten Aufnahmen mit dem Jacobean Ensemble ein, das sich auf frühe Musik spezialisiert hatte und dem u. a. Neville Marriner angehörte. Später übernahm er die Leitung des Boyd Neel Orchestra, das in Philomusica of London umbenannt wurde. Während der vier Jahre seiner Leitung spielte er mit dem Ensemble u. a. Bachs Brandenburgische Konzerte und Orchestersuiten, sein Doppelkonzert für Violinen und seine Cembalokonzerte, weiter John Dowlands Lachrymae, Georg Friedrich Händels Wassermusik, Serenaden von Mozart, Concerti grossi von Alessandro Scarlatti, Arcangelo Corelli und Francesco Geminiani sowie verschiedene Werke Johann Christian Bach auf Schallplatte ein.
Daneben gab er von 1947 bis 1954 das Galpin Society Journal heraus und betreute von 1950 bis 1965 die Herausgabe der Musica Britannica. Er verfasste Artikel über die Interpretation der Werke von Bach, Händel und Purcell, überwachte die Revision der Ausgaben der Werke von William Byrd und François Couperin und gab selbst Werke von Thomas Morley, John Bull und anderen heraus. Als sein musiktheoretisches Hauptwerk erschien 1954 in London The Interpretation of Music.